# Freiherr-vom-Stein-Schule Gymnasium Rösrath
Das Freiherr-vom-Stein-Schule Gymnasium Rösrath ist das Gymnasium der Stadt Rösrath. Es wird auch Gymnasium Rösrath genannt. Das Schulgebäude liegt im Freiherr-vom-Stein-Schulzentrum Rösrath zusammen mit einer Hauptschule und einer Realschule auf einem Hügel westlich des Stadtzentrums.

## Geschichte
Am 1. April 1964 beschloss der Rat der Gemeinde Rösrath die Errichtung eines Gymnasiums. Etwa ein Jahr später, am 22. April 1965, begann der Unterricht in provisorischen Gebäuden am Sandweg. Für das Gymnasium wurde in den Jahren 1965 bis 1968 oberhalb der Bensberger Straße ein neues Gebäude errichtet. Den Namen des Freiherrn vom Stein erhielt die Schule im Jahr 1965. Sie wurde als neusprachliches Gymnasium gegründet und hat seit 1991 einen bilingualen deutsch-französischen Zug. Seit 2021 ist Heiner Plückebaum Schulleiter des Gymnasiums.

## Bildungsangebot
Gesellschaftswissenschaften
Die gesellschaftswissenschaftlichen Fächer bieten regelmäßig Projektkurse und Exkursionen an, wie eine Berlinfahrt in der Q2. Die Schule lädt zudem jedes Jahr polnische NS-Zeitzeugen ein.
Kultur und Bewegung
Innerhalb des erweiterten Musikunterrichts können Blasinstrumente erlernt werden. Es gibt Chöre, ein Bläserorchester und eine Big Band. Im zweijährigen Wechsel organisiert die Schule ein Musical und die Veranstaltung „Kultur vom Stein“. Die fünften Klassen nehmen an einem Zirkus-Projekt teil. Die achten Klassen fahren auf eine Skisportwoche und eine Ski-Instruktoren-Ausbildung wird angeboten. Die Schule verfügt über eine Kletterwand.
MINT-Fächer
Wegen seines Angebotes in den MINT-Fächern erhielt die Schule die Auszeichnung „MINT-freundliche Schule“. Neben der Beteiligung an Wettbewerben, wie Jugend forscht, werden auch zahlreiche Arbeitsgemeinschaften angeboten. Seit 2013 wird eine MINT-Fahrt nach Borkum organisiert.
Sprachen
An der Schule werden die Sprachen Englisch, Französisch, Latein, Italienisch und Hebräisch angeboten. Zudem gibt es einen bilingualen deutsch-französischen Zug. Es werden verschiedene Sprachfahrten nach Frankreich und England angeboten. Seit 2013 verleiht kann das CertiLingua Zertifikat an der Schule erworben werden. Im Fach Deutsch werden Lesewettbewerbe und Autorenlesungen organisiert und es gibt jedes Jahr einen Literaturkurs.
Individuelle Förderung
Im Sinne der individuellen Förderung wurden Lernzeiten eingerichtet, in denen die Schüler der Klassen 5–9 in verschiedenen Fächern Lücken schließen oder weitergehendes Wissen erwerben. In der FvS-Akademie können besonders leistungsstarke oder interessierte Schüler an Projekten und für Wettbewerbe arbeiten. Die Schule ist Mitglied im Netzwerk Zukunftsschulen NRW und Referenzschule für entwicklungsorientierte Diagnostik und Beratung.

## Kurioses
Anlässlich des 20-jährigen Jubiläums des Gymnasiums haben die Lehrer der Schule eine Hausaufgabe mit dem Thema „Egon hat Schule“ erhalten. Neben Liedern, Interviews, Reportagen, Bildgeschichten, Legenden, Humoresken und Schule als ernste Sache ist auch eine fiktive Rede des Freiherr vom Stein dokumentiert, mit kritischem Blick des preußischen Reformers auf die Bildungsreformen des 20. Jahrhunderts.

## Bekannte Ehemalige
- Anke Engelke (* 1965), Komikerin, Schauspielerin, Moderatorin
- Simon Stockhausen (* 1967), Komponist
- Carsten Mell (* 1974), Illustrator, Comiczeichner
- Carolin Worbs (* 1994), Autorin und Sprecherin
- Jonas Meffert (* 1994), Fußballspieler